# Pycnonotus dispar
El bulbul gorgirrojo (Pycnonotus dispar) es una especie de ave paseriforme de la familia Pycnonotidae propia de Sumatra, Java y Bali.

## Taxonomía
El bulbul gorgirrojo fue descrito científicamente por naturalista estadounidense Thomas Horsfield en 1821, como Turdus dispar. Posteriormente fue considerado una subespecie del bulbul carinegro (Pycnonotus melanicterus) hasta 2005, cuando los estudios filogenéticos indicaron su separación en una especie aparte.

## Descripción
Su cabeza es negra, salvo su garganta que es gojiza, apenas presenta un prominente penacho en el píleo, y sus ojos son rojos. Sus partes superiores son de color verde oliváceo, y las inferiores amarillas. Ambos sexos tienen el plumaje similar. Los juveniles son de tonos ligeramente más apagados.

## Distribución y hábitat
Se encuentra únicamente en las islas de Sumatra, Java y Bali. Su hábitat natural son los bosques húmedos tropicales y las zonas de matorral denso.